# Pitxi
El pitxi és un esport tradicional de Catalunya similar al beisbol en què els jugadors poden colpejar la pilota amb la mà un bat o be un bastó.
No existeix cap institució que en reguli les normatives i, per tant, són variades però solen ser com segueixen: Consisteix en dos equips que es tornen en el seu paper: el colpejador i el caçador. El nombre de membres per partit pot variar però no sol baixar de cinc. En el terreny de joc hi ha diverses bases enumerades que s'han de recórrer en ordre i els colpejadors han de fer el màxim de voltes possibles. Un caçador -anomenat pitxi- des del centre del camp tira una pilota cap a un colpejador de l'altre equip a la primera base. Allà el jugador li ha de donar un cop de braç i enviar lluny la pilota. Mentrestant l'equip contrari intenta capturar la pilota. Si un membre d'aquest equip l'agafa a l'aire queda eliminat tot aquell de l'equip colpejador que s'hagi mogut de la base, si no, el que fa el jugador és caçar-la i llançar-la al pitxi el qual quan la tingui tocarà el terra amb la pilota i cridarà ben fort "Pitxi!". Qui en aquell moment no hagi aconseguit arribar a la següent base queda eliminat. Si en una base hi ha dues persones el segon en arribar també queda eliminat. Si la pilota colpeja primerament a algú de l'equip dels colpejadors també queda eliminat.
Els jugadors que hagin fet una volta sencera tenen dret a tornar a colpejar. Si la volta es fa d'un sol cop l'equip té dret a recupera un eliminat en l'ordre en què ha estat eliminats. A partir del moment en què no hi hagi ningú disponible a la primera base per colpejar la pilota l'equip ja no pot fer més voltes i es canvien els papers dels equips.
L'equip que hagi anotat més voltes guanya. Es poden fer tantes rondes com convinguin els dos equips.